# Тересін (Отвоцький повіт)
Тересін (пол. Teresin) — село в Польщі, у гміні Колбель Отвоцького повіту Мазовецького воєводства.
Населення — 130 осіб (2011).
У 1975-1998 роках село належало до Седлецького воєводства.

## Демографія
Демографічна структура станом на 31 березня 2011 року:
|          | Загалом | Допрацездатний вік | Працездатний вік | Постпрацездатний вік |
| -------- | ------- | ------------------ | ---------------- | -------------------- |
| Чоловіки | 56      | 8                  | 44               | 4                    |
| Жінки    | 74      | 10                 | 42               | 22                   |
| Разом    | 130     | 18                 | 86               | 26                   |